# Kup Krešimira Ćosića 2000./01.
Kup Krešimira Ćosića 2000./01. bilo je deseto po redu košarkaško kup natjecanje u Hrvatskoj. Na završni turnir, koji je odigran u Zagrebu u Košarkaškom centru Dražen Petrović od 11. do 12. travnja 2001. godine, plasirali su se KK Cibona (Zagreb), KK Zadar (Zadar), KK Dona (Zagreb) i KK Split Croatia osiguranje (Split).

## Natjecateljski sustav
U završnom dijelu natjecanja sudjelovalo je 16 momčadi. Od 1. kruga do završnog turnira igralo se po jednostrukom kup sustavu. Nositelji su ostvarili izravni plasman u četvrtzavršnicu.

## Rezultati
| 1. krug                                          | rezultat |
| ------------------------------------------------ | -------- |
| Auctor (Zagreb) - Svjetlost Brod (Slavonski Brod | 64:83    |
| Belišće (Belišće)' - Kandit Olimpija (Osijek)    | 75:72    |
| Dubrovnik (Dubrovnik) - Šibenik Sunce osiguranje | 64:103   |
| Istra (Pula) - Hermes Analitica (Zagreb)         | 80:83    |

| 2. krug (23. veljače 2001.)                                    | rezultat |
| -------------------------------------------------------------- | -------- |
| Belišće (Belišće) - Zrinjevac (Zagreb)                         | 79:84    |
| Šanac Karlovac (Karlovac) - Šibenik Sunce osiguranje (Šibenik) | 91:88    |
| Zagreb (Zagreb) - Hermes Analitica (Zagreb)                    | 104:72   |
| Svjetlost Brod (Slavonski Brod) - Sava osiguranje (Rijeka)     | 73:95    |

- U četvrtzavršnicu su se izravno plasirali: KK Zadar, KK Cibona VIP, KK Split Croatia osiguranje i KK Dona
- Napomena: KK Benston je promijenio naziv u KK Dona i nema nikakve veze s KK Dona iz prijašnjih natjecateljskih sezona.

| četvrtzavršnica (3. i 4. ožujka 2001.)               | rezultat |
| ---------------------------------------------------- | -------- |
| * Zagreb (Zagreb) - Split Croatia osiguranje (Split) | 83:112   |
| Cibona VIP (Zagreb) - Šanac Karlovac (Karlovac)      | 107:66   |
| Sava osiguranje (Rijeka) - Zadar (Zadar)             | 64:70    |
| Dona (Zagreb) - Zrinjevac (Zagreb)                   | 88:87    |

Napomena *: Utakmica odigrana u Splitu (službeni domaćin utakmice bio je KK Zagreb)
| poluzavršnica (Zagreb, 11. travnja 2001.)        | rezultat |
| ------------------------------------------------ | -------- |
| Cibona VIP (Zagreb) - Dona (Zagreb)              | 114:74   |
| Split Croatia osiguranje (Split) - Zadar (Zadar) | 72:74    |

| završnica (Zagreb, 12. travnja 2001.) | rezultat |
| ------------------------------------- | -------- |
| Cibona VIP (Zagreb) - Zadar (Zadar)   | 73:59    |

## Osvajači Kupa
Košarkaški klub Cibona VIP (Zagreb): Branimir Longin, Davor Kus, Josip Sesar, Zoran Planinić, Nikola Prkačin, Arthur Lee, Gordan Giriček, Mate Skelin, Tunji Awojobi, Matej Mamić, Sandro Nicević, Boris Džidić (trener: Neven Spahija)

## Statistika
- najbolji igrač završne utakmice: Gordan Giriček (Cibona VIP)
- najbolji strijelac završnog turnira: Matej Mamić (Cibona VIP) 36 koševa

## Poveznice
- A-2 Hrvatska košarkaška liga 2000./01.
- A-1 liga 2000./01.
- B-1 liga 2000./01.